# Tondomulyo
Tondomulyo is een bestuurslaag in het regentschap Pati van de provincie Midden-Java, Indonesië. Tondomulyo telt 1769 inwoners (volkstelling 2010).